# Біатлон (срібна монета)
«Біатло́н» — срібна пам'ятна монета номіналом 10 гривень, випущена Національним банком України. Присвячена XVIII зимовим Олімпійським іграм у Наґано (Японія), учасницею яких була збірна команда України.
Монету було введено в обіг 16 лютого 1998 року. Вона належить до серії «Спорт».

## Опис та характеристики монети
| Номінал грн. | Метал            | Маса, грам   | Діаметр, мм. | Якість виготовлення | Гурт     | Тираж, штук |
| ------------ | ---------------- | ------------ | ------------ | ------------------- | -------- | ----------- |
| 10           | срібло 925 проби | 31,1 / 33,62 | 38,6         | пруф                | рифлений | 7 500       |

### Аверс
На аверсі монети в центрі зображено малий Державний герб України, по боках якого розміщені фрагменти зображення сніжинок і позначення і проба дорогоцінного металу «Ag 925» та його вага у чистоті «31,1». Над гербом цифри «1998» — дата карбування монети. По колу написи: вгорі «УКРАЇНА» та внизу у два рядки «10 ГРИВЕНЬ».

### Реверс

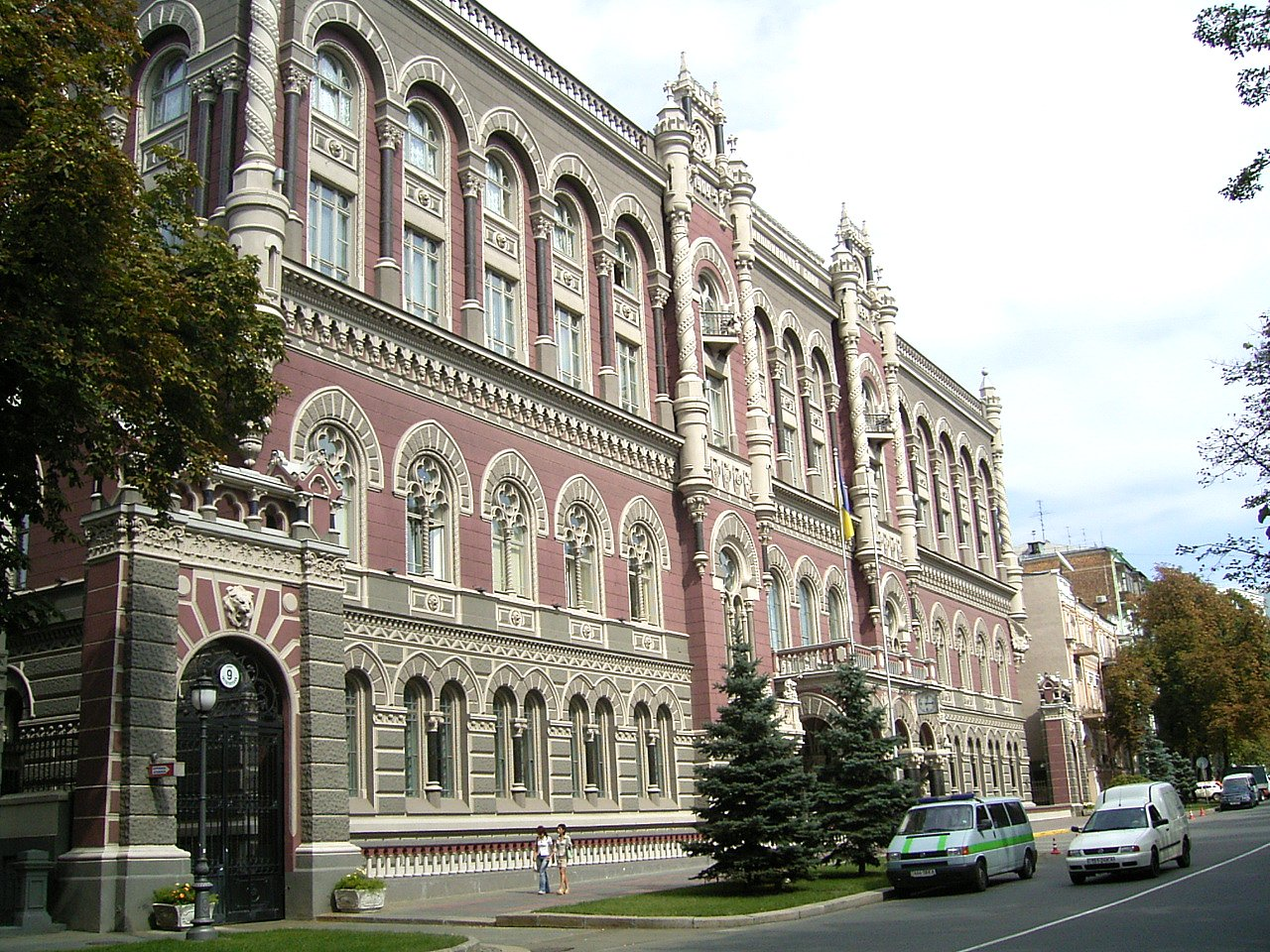
Будівля Національного банку України

На реверсі монети зображена на тлі декоративних смужок постать біатлоніста з рушницею в момент прицілу. Фігура повернута вправо. По колу розміщено напис, розділений зображенням сніжинки «XVIII ЗИМОВІ ОЛІМПІЙСЬКІ ІГРИ, НАГАНО».

## Автори
- Художники: Юрій Бондаренко (аверс), Олексій Штанко (реверс).
- Скульптор — Іваненко Святослав.

## Вартість монети
Ціна монети — 530 гривень, була вказана на сайті Національного банку України в 2014 році.
Фактична приблизна вартість монети, з роками змінювалася так:
| Рік        | 2010 | 2011 | 2012 | 2013 | 2014 | 2015 | 2016 | 2017 | 2018 | 2019 | 2020 | 2021 | 2022  | 2023  | 2024  | 2025  |
| ---------- | ---- | ---- | ---- | ---- | ---- | ---- | ---- | ---- | ---- | ---- | ---- | ---- | ----- | ----- | ----- | ----- |
| Ціна, грн. | 300  | 350  | 400  | 400  | 380  | 650  | 750  | 900  | 750  | 910  | 820  | 970  | 1 250 | 1 700 | 2 000 | 2 500 |